# 안기옥
안기옥(安基玉, 1894년 ~ 1974년)은 전라남도 나주 태생으로, 가야금 산조의 창시자 김창조의 제자로서 특히 김일성과의 음악적 논쟁으로 유명하다. 이 분야 명인으로 살다가 1974년 양강도 혜산에서 향년 81세로 삶을 마감한 민족음악가이다. 일제에 항거한 음악인으로 1946년에 월북하여 평양음악대학 민족음악학부 학부장도 지냈고, 수많은 창작활동과 저술활동을 활발하게 전개하였다. 판소리 발성법이 어두운 탁성이자 쐑소리이기 때문에 역사발전에 따라 그 발성법도 현대화하여야 한다는 김일성의 주장에 맞서 판소리야말로 민중의 힘차고 올바른 삶의 철학이 구조화한 서사적 문학이자 광대를 통한 민중문학의 표현형태이므로 남도 판소리에서 탁성을 제거하면 그 노래 장르 역시 성립되지 않는다며 비판했다. 또한 그는 김창조로부터 전수받은 진양조(5장)－중모리(5장)－중중모리(3장)－자진모리(5장) 등 장별제(장단 하나에 몇 개의 장으로 구성한) 산조에다 엇모리와 휘모리를 각각 몇 개의 장절로 창작 삽입하여 발전시켰을 뿐만 아니라 〈법성포 뱃노래〉와 민족관현악곡 〈조국산천〉, 민족기악 중주곡 〈새봄〉 등을 창작 발표하였으며, 〈조선장단에 대하여〉라는 논문과 정남희와 공저로 〈가야금 교칙본〉 등의 저서를 남겼다.